# Vladimir Epichine
Vladimir Viktorovitch Epichine (en russe : Владимир Викторович Епишин) est un joueur d'échecs russe né le 11 juillet 1965 en Russie, devenu grand maître international en 1990.

## Carrière
Vladimir Epichine a été le secondant de l'ancien champion du monde Anatoli Karpov entre 1987 et 1996. Il obtient le titre de grand maître international en 1990. Il remporte l'Open de Saint-Pétersbourg à deux reprises et finit premier ex æquo du tournoi d'échecs de Reggio Emilia 1995-1996. En 1989, il finit premier-huitième ex æquo du World Open de Philadelphie.
Lors du Championnat du monde de la Fédération internationale des échecs 1997-1998, il est battu au troisième tour par Peter Svidler après avoir gagné contre Ivan Sokolov au deuxième tour (il étatit exempt au premier tour).
Au championnat d'échecs d'URSS, il finit 5e-6e en 1990 et 3e-4e en 1991.
Une variante du gambit Benko porte son nom : 1. d4 Cf6 2. c4 c5 3. d5 b5 (le gambit Benko) 4 .cxb5 a6 5. bxa6 g6 6. Cc3 Fxa6 7. Cf3 d6 8. g3 Fg7 9. Fg2 Cbd7 10. Tb1.